# Faiyaz Khan (Sänger, 1886)
Faiyaz Khan (Hindi फैयाज खान, Urdu فیاض خان; * 1886 in Agra; † 5. November 1950 in Baroda) war ein indischer Sänger klassischer hindustanischer Musik und Komponist.
Khan entstammte einer Musikerfamilie, die ihren Ursprung auf Sujaan Khan, einen Sänger am Hof des Großmoguls Akbar, zurückführt. Da sein Vater vor seiner Geburt gestorben war, wuchs er bei seinem Großvater Ghulam Abbas Khan, der ihn gemeinsam mit seinem Bruder Kallan Khan in die Agra-Gharana einführte. Daneben war er auch Schüler Meboob Khans, seines künftigen Schwiegervaters. Er wurde einer der angesehensten klassischen Sänger Indiens und war ab 1912 Sänger am Hofe Sayaji Rao Gaikwads, des Maharadschas von Baroda. Durch Rundfunkauftritte wurde er in ganz Indien bekannt. Er wurde mit Ehrentiteln wie Gyan Ratna (Juwel des Wissens) und Aftab-e-Mousiqui (Sonne der Musik) ausgezeichnet und wurde zuletzt Präsident der All India Society for Contemporary Music.
Zu seinen zahlreichen Schülern zählen Vilayat Hussain, Khadim Hussain, Latafat Hussain, Sharafat Hussain, Dinkar Kaikini, Jyotsna Bhole, K. G.Ginde, S. C. R. Bhat, Dinkar Kaikini, Lalith Rao, M. R. Gautam, Dilip Chandra Vedi, Shrikrishna Narayan Ratanjankar, Sohan Singh und Asad Ali Khan. Als Komponist von bandishes (ein Melodieteil eines gesungenen Raga) trat er unter dem Namen Prem Piya hervor.